# Sarepta, Louisiana
Sarepta, Louisiana (енгл. Sarepta) град је у америчкој савезној држави Луизијана.

## Демографија
По попису из 2010. године број становника је 891, што је 34 (-3,7%) становника мање него 2000. године.
| Група             | 2000.       | 2010.       |
| Белци             | 887 (95,9%) | 870 (97,6%) |
| Афроамериканци    | 19 (2,1%)   | 5 (0,6%)    |
| Азијати           | 0 (0,0%)    | 0 (0,0%)    |
| Хиспаноамериканци | 15 (1,6%)   | 12 (1,3%)   |
| Укупно            | 925         | 891         |